# Seven Arcs
Seven Arcs Inc. (jap.: 株式会社セブン・アークス Kabushiki-gaisha Sebun Aakusu) ist eine japanische Anime-Produktionsfirma und ehemaliges Studio, das am 31. Mai 2002 von ehemaligen Pierrot-Mitarbeitern gegründet wurde,  mit Sitz in Musashino, Tokyo. Das Studio drehte 2004 seine erste Zeichentrickserie, Magical Girl Lyrical Nanoha. Seitdem hat das Unternehmen eine Reihe weiterer Zeichentrickserien und Filme produziert.
Im Jahr 2012 wurde die Animationsabteilung als Tochterunternehmen Seven Arcs Pictures (株式会社セブン·アークス·ピクチャーズ, Sebun ākusu pikuchāzu) abgespalten.  Am 26. Dezember 2017 wurde das Unternehmen von Tokyo Broadcasting System übernommen. Seven Arcs Pictures, Seven Arcs und Arcturus wurden am 1. Oktober 2019 zu Seven Arcs Inc. zusammengeführt.

## Produktionen von Seven Arcs

### Fernsehserien
- 2004: Mahō Shōjo Lyrical Nanoha
- 2005: Mahō Shōjo Lyrical Nanoha A's
- 2006: Inukami!
- 2007: Mahō Shōjo Lyrical Nanoha StrikerS
- 2008: Sekirei
- 2009: Asura Cryin’
- 2009: Asura Cryin’ 2
- 2009: White Album
- 2010: Sekirei – Pure Engagement
- 2011: Dog Days
- 2012: Dog Days’
- 2013: Mushibugyō
- 2014: Trinity Seven
- 2015: Dog Days’’

### Weitere Anime-Produktionen
- 2003: Triangle Heart – Sweet Songs Forever (OVA)
- 2007: Inukami! (Film)

## Produktionen von Seven Arcs Pictures
- 2016: Gekijōban Ginga Kikōtai Majestic Prince (Film)
- 2016: Ginga Kikōtai Majestic Prince: Mirai e no Tsubasa (Special)
- 2016: Idol Memories (Fernsehserie)
- 2016: ViVid Strike! (Fernsehserie)
- 2018: Basilisk: The Ouka Ninja Scrolls (Fernsehserie)
- 2018: Dances with the Dragons (Fernsehserie)
- 2019: Bermuda Triangle – Colorful Pastorale (Fernsehserie)